# Karjala (corvette)
Karjala (pennant number 04) était une canonnière de Classe Turunmaa (classée internationalement comme corvette) achevée en 1968 par les  forces maritimes finlandaises. Le navire a été mis hors service en 2001 et est actuellement un navire musée du Forum Marinum à Turku.

## Historique

### Conception
Les navires de classe Turunmaa ont été réalisés au chantier naval Wärtsilä Helsingin Telakka à Helsinki (maintenant chantier naval de Hietalahti (Hietalahden telakka). 
Karjala (qui veut dire Carélie), à coque en acier, pesait 700 tonnes au moment de la livraison, mais a gagné 100 tonnes de plus en raison de diverses améliorations. Ses structures de pont sont en aluminium et les parties principales sont protégées par des plaques de blindage. La propulsion est de type CODOG. Le moteur diesel pouvait parcourir 5 000 milles sans faire le plein. La vitesse supérieure était de 35 nœuds, nécessitant toute la puissance des moteurs, soit 24 000 chevaux.

### Service

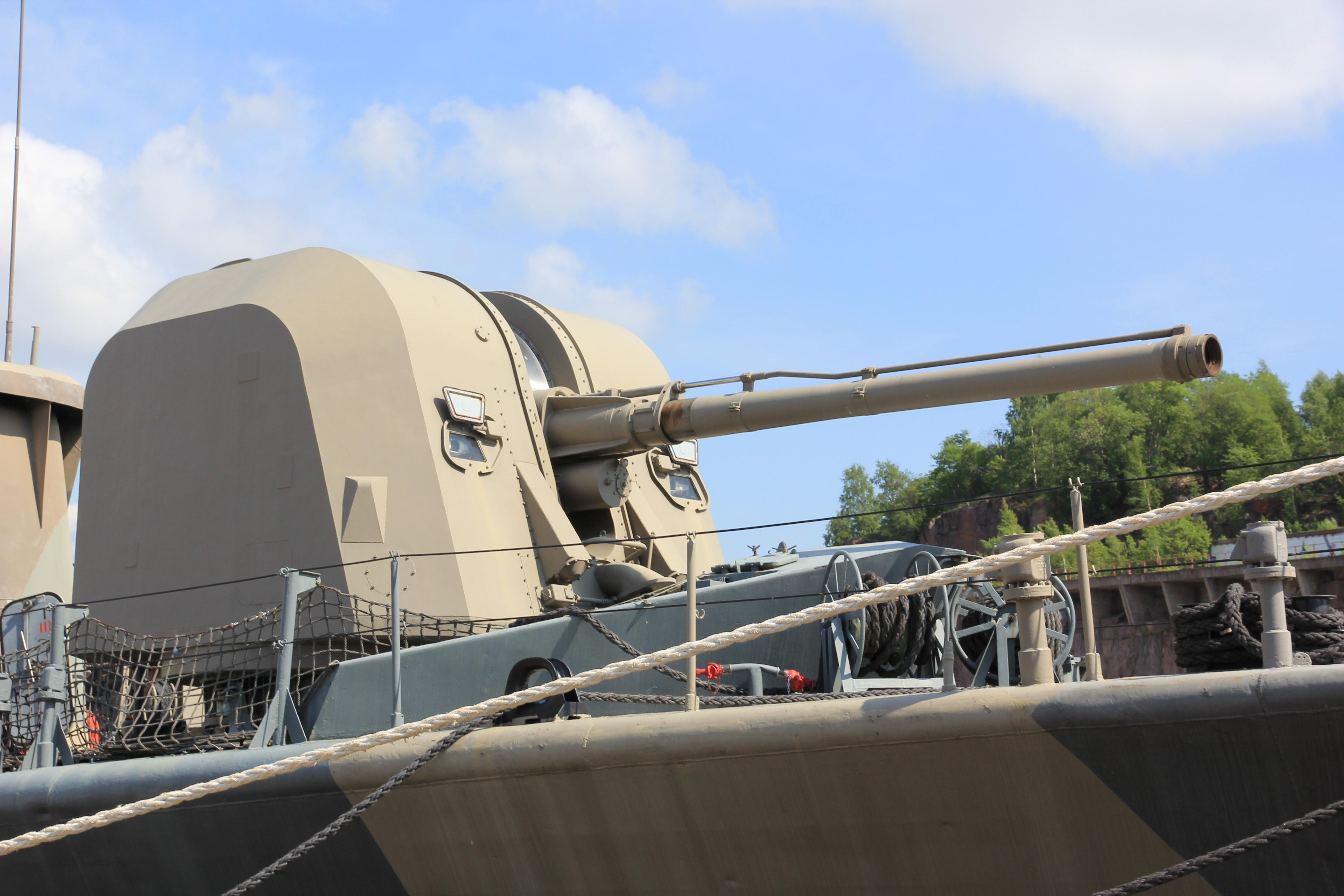
Canon de 120 mm

Le navire a d'abord rejoint la flotte de patrouille de la zone de défense maritime de l'archipel (Saaristomeren meripuolustusalue) à Upinniemi. Le fût du canon de 120 mm, sur le pont avant du navire, a explosé à l'été 1970, blessant légèrement les artilleurs. Le navire a été transféré à l'escadron de Pansio en 1979, puis à l'actuel 6ème escadron de missiles en tant que navire de tête en 1987. Il a effectué de nombreuses visites navales dans les ports de la mer Baltique et de la mer du Nord, et en Norvège, où en 1982 il a participé au 25e anniversaire du règne du roi Olav V de Norvège. Le navire a été rénové entre 1985 et 1986. Il a été désarmé en 2001.

### Préservation
Le navire a été remorqué de Pansio au Forum Marinum en 2002 en tant que navire musée le long du fleuve Aura.

## Galerie

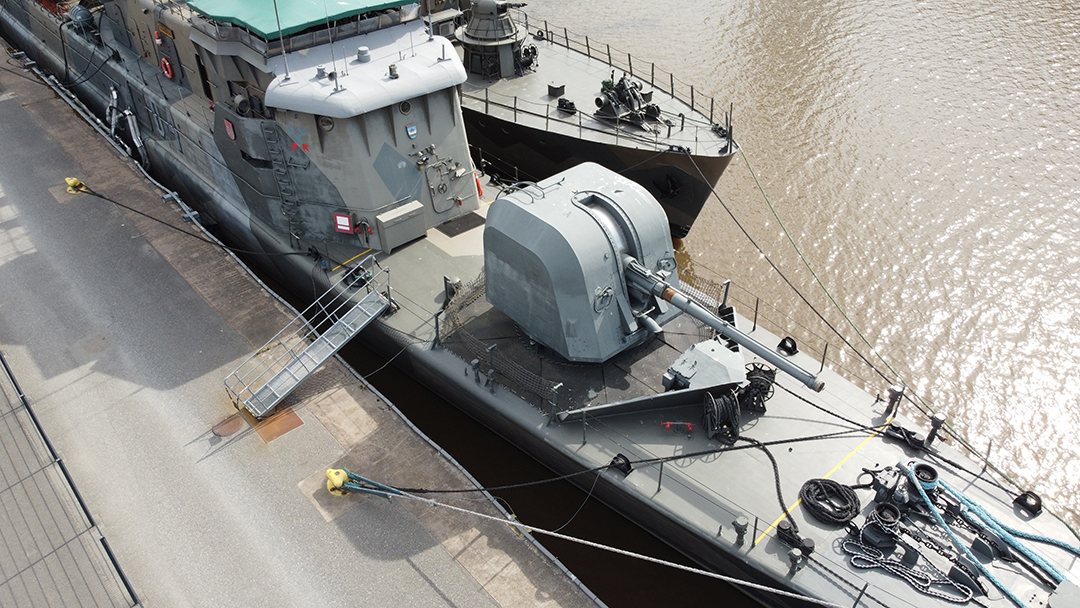
Karjala au Forum Marinum (2020)
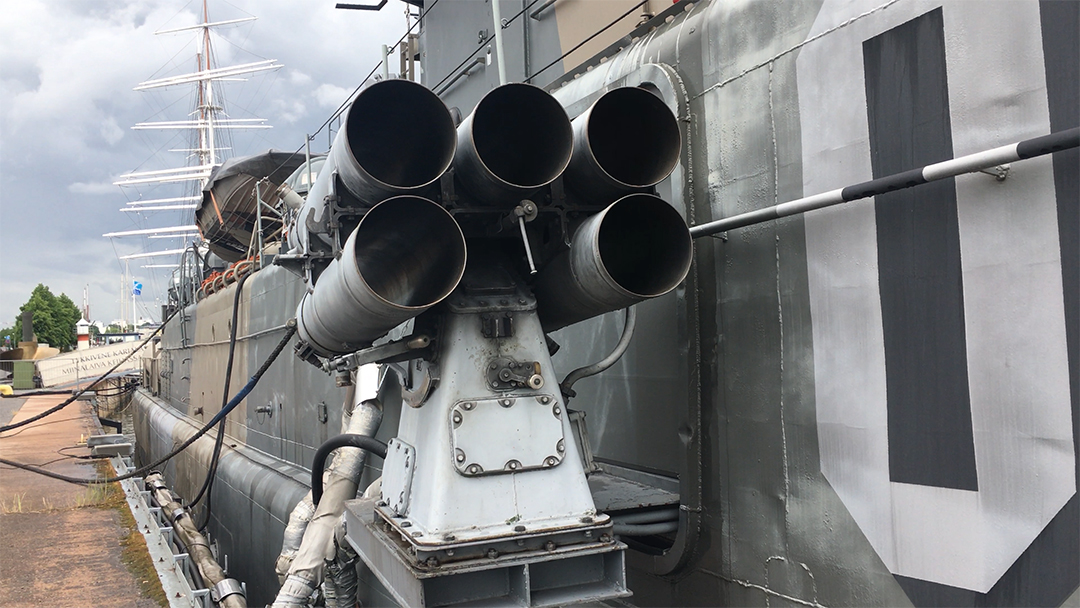
Lance-roquettes
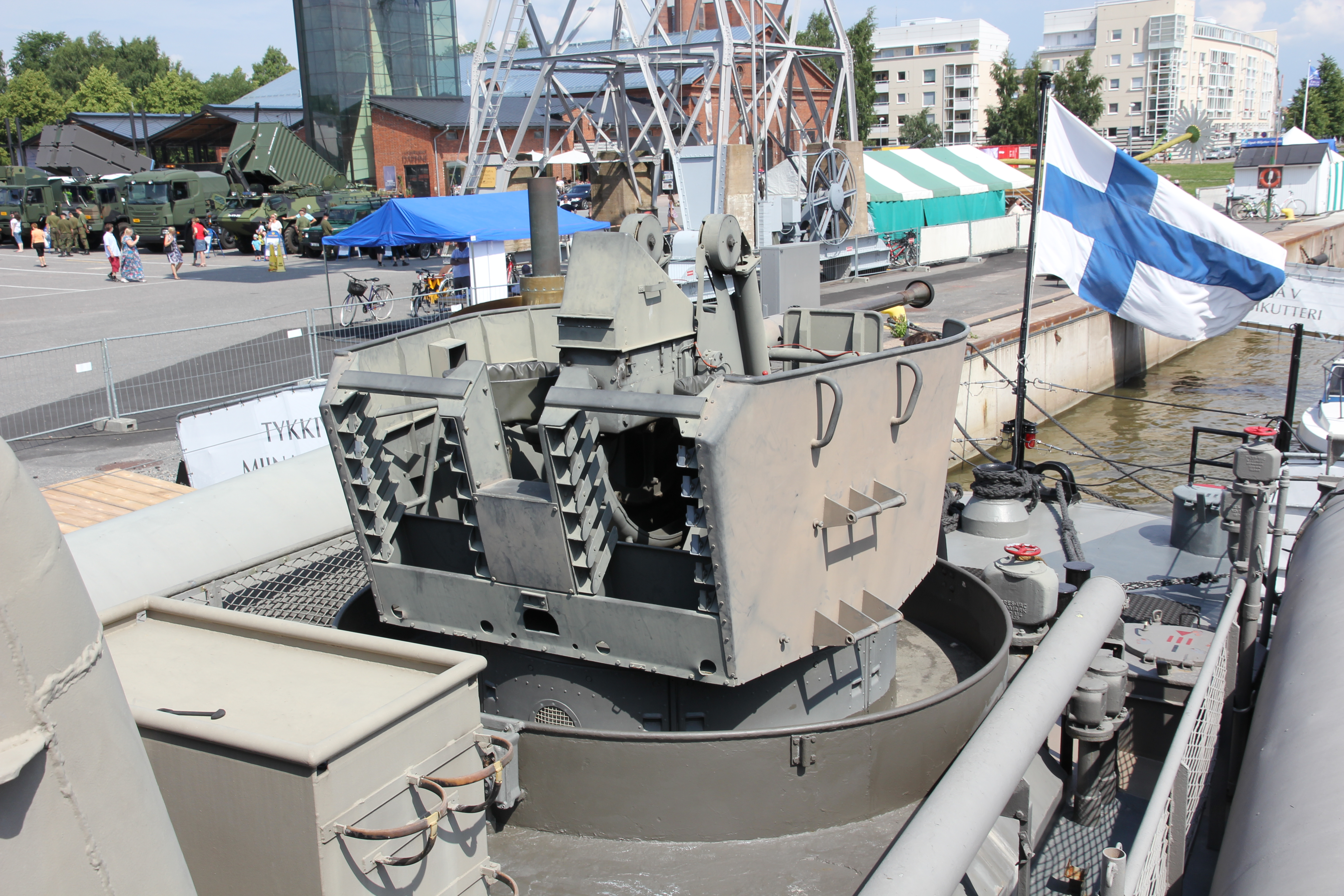
Canon de 40 mm
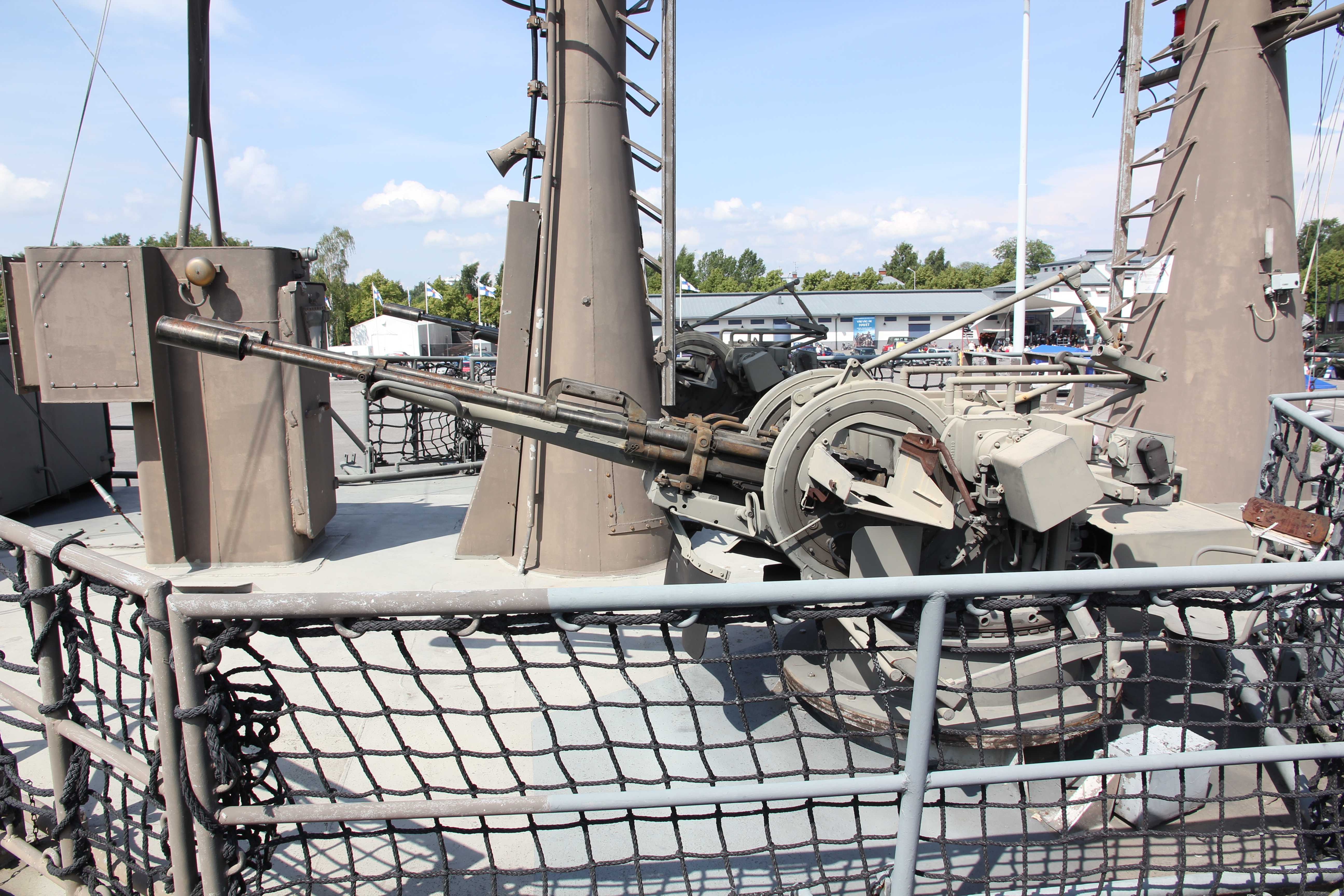
Double canon de 23 mm